# Údolí ticha
Údolí ticha (v rumunském originále Valea Mutã) je čtyřdílná rumunská minisérie televize HBO Europe z roku 2016. Dva sedmnáctiletí spolužáci se náhodně stanou svědky čtyřnásobné vraždy. Přesto se z osobních důvodů rozhodnou nejít se svým svědectvím na policii. Jedná se o remake norského seriálu Øyevitne z roku 2014.

## Děj
Kamarádi Filip a Horia jsou spolužáci, kteří žijí ve městě Râșnov v župě Brašov. Horia je nadšenec do motokrosu a denně trénuje v lese na blížící se závody. Jednoho večera dojde mezi nimi v lesní chatě v Tichém údolí k intimnímu sblížení. Zároveň se stanou svědky mnohonásobné vraždy. Snaží se utéct, ale vrah je pronásleduje lesem. Horiovi se podaří vraha omráčit a s Filipem uprchnout. Horia přemluví Filipa, aby o všem pomlčel, protože se bojí, že by se někdo dověděl, co se odehrálo mezi ním a Filipem. K případu vražd je přidělená prokurátorka Elena Zamfirová, Filipova teta a zároveň pěstounka poté, co její sestra skončila ve vězení za prodej drog. Spolupráce prokurátorky s útvarem DIICOT, který je nepřímo spojen s vyšetřováním záhadných vražd z Tichého údolí, je od začátku problematická. Stejně obtížné je vyšetřování v místní romské komunitě, odkud pocházejí zavraždění. Ti pracovali pro gang místního mafiána Nica Jartey. Elena musí také řešit spory s Filipem, který jí sdělí, že Horia byl svědkem vraždy. Ten však nejprve všechno popře. Robert Dima je novým velitelem protidrogového oddělení a ukazuje se, že čtyřnásobná vražda s jejich vyšetřováním souvisí. Horia a posléze i Filip se dostanou do vážného nebezpečí.

## Obsazení
| Theodor Soptelea | Filip Zamfir    |
| Vlad Balan       | Horia Diaconu   |
| Rodica Lazar     | Elena Zamfirová |
| Ovidiu Niculescu | Nicu Jartea     |
| Mihai Calin      | Silviu          |
| Emilian Oprea    | Robert Dima     |
| Corneliu Ulici   | Laur            |
| Matei Negrescu   | Soare           |